# Michele Paramatti
Michele Paramatti (Salara, 10 marzo 1968) è un ex calciatore italiano, di ruolo difensore.
Campione d'Italia con la Juventus nella stagione 2001-2002, nel corso della sua carriera ha vinto anche un campionato di Serie B (1995-1996) e una Coppa Intertoto UEFA (1998) con il Bologna, e un campionato di Serie C1 (1991-1992) con la SPAL, club questi ultimi a cui ha legato i maggiori trascorsi agonistici.

## Biografia
Anche suo figlio Lorenzo, nato nel 1995, è un calciatore professionista.
Nel settembre 2012 apre il sito web Unamagliaperlemilia.it grazie al quale mette in vendita divise di giocatori famosi, raccogliendo circa 24 000 euro da devolvere ai terremotati dell'Emilia.

## Carriera

Paramatti (in piedi, terzo da destra) nella Juventus 2000-2001

Cresce calcisticamente nella SPAL nel ruolo di terzino ambidestro. Nell'estate 1995, a ventisette anni, dopo nove campionati nelle serie minori e sette con il club estense, è un giocatore disoccupato; si allena con l'Equipe Romagna, quando Gabriele Oriali, all'epoca direttore sportivo del Bologna, scommette sulla sua voglia di rivincita e gli offre una chance.
In maglia rossoblù raggiunge la notorietà, diventando con gli anni capitano della squadra e arrivando a giocare, oltre a numerose stagioni da titolare in Serie A, anche una semifinale di Coppa UEFA nella stagione 1998-1999, nella quale mette a segno il momentaneo vantaggio dei felsinei nella gara di ritorno contro l'Olympique Marsiglia.
Dopo cinque stagioni in Emilia, nelle quali ottiene una promozione dalla Serie B alla A, nel 2000 viene ingaggiato dalla Juventus. Pur facendo parte delle seconde linee bianconere, a Torino mette a referto 26 presenze in due stagioni, fregiandosi della vittoria dello scudetto nella stagione 2001-2002.
In seguito fa ritorno a Bologna, totalizzando un bottino di 30 presenze e un gol nell'annata 2002-2003, prima di chiudere la carriera con la maglia della Reggiana che veste fino al campionato 2003-2004, in C1.

## Palmarès

### Competizioni nazionali
- Campionato italiano Serie C1: 1

SPAL: 1991-1992 (girone A)
- Campionato italiano di Serie B: 1

Bologna: 1995-1996
- Campionato italiano: 1

Juventus: 2001-2002

### Competizioni internazionali
- Coppa Intertoto UEFA: 1

Bologna: 1998